# Герб Кричева
Герб Кричева — официальный символ города Кричева наряду с флагом. Герб и флаг зарегистрированы в Гербовом матрикуле Республики Беларусь 18 февраля 2002 года под № 82. Герб Кричева относится к историко-геральдическим памятникам Белоруссии.

## История
23 августа 1633 года король польский и великий князь литовский Владислав IV пожаловал городу магдебургское право. Город получал право на строительство ратуши на рыночной площади. Ему жаловались печать и герб. 22 января 1663 года король польский и великий князь литовский Ян II Казимир подтвердил права Кричева на магдебургское право, а также на право пользования городскими печатью и гербом с изображением креста и меча. Привилей даровался в качестве особой королевской милости за верность горожан государству и мужественную защиту города.
Кричев как пограничный пункт Великого княжества Литовского на протяжении длительного времени был ареной военных действий, а его жители — храбрыми воинами. Крест и меч являются символами охраны, защиты и победы христианских ценностей. Крест подобной формы олицетворяет также мужество и доблесть защитников города, его называют кавалерским.
Магдебургское право, а с ним и герб просуществовали в городе до 1772 года, до первого раздела Речи Посполитой, когда город был присоединён к Российской империи. Вторую жизнь герб получил уже во время независимости.

## Описание
В красном поле барочного щита золотой кавалерский крест, справа от него серебряный меч рукояткой вниз.